# Hard to say I love you 〜言い出せなくて〜
「Hard to say I love you 〜言い出せなくて〜」（ハード・トゥー・セイ・アイ・ラブ・ユー〜いいだせなくて〜）は、WEAVERの1枚目のシングル。2010年6月2日にA-Sketchから発売された。

## 概要
WEAVERとしてはメジャーデビュー後初のCDシングル作品。
東京事変の亀田誠治がプロデュースとして参加している。
初回盤と通常盤があるが、CDショップ等で初回盤を先着で予約すると、特典として「Hard to say I love you 〜言い出せなくて〜」のPVと、アルバム『Tapestry』に収録されている「トキドキセカイ」「白朝夢」「レイス」「2次元銀河」の4曲のPVをメドレー形式で収録したDVDが付属する。
初回盤に収録されている「Piano Instrumental of the upcoming tune」は、2010年7月30日配信の「僕らの永遠〜何度生まれ変わっても、手を繋ぎたいだけの愛だから〜」の杉本のピアノ演奏によるインストゥルメンタル（1番のみ）となっている。

## 収録内容
| 全作詞: 河邉徹、全作曲: 杉本雄治、全編曲: WEAVER、亀田誠治。 |                                                                            |        |            |      |
| #                                                            | タイトル                                                                   | 作詞   | 作曲・編曲 | 時間 |
| 1.                                                           | 「Hard to say I love you 〜言い出せなくて〜」                              | 河邉徹 | 杉本雄治   | 4:42 |
| 2.                                                           | 「つよがりバンビ」                                                         | 河邉徹 | 杉本雄治   | 3:58 |
| 3.                                                           | 「旅立ちの唄」                                                             | 河邉徹 | 杉本雄治   | 4:41 |
| 4.                                                           | 「Hard to say I love you 〜言い出せなくて〜」(Instrumental)                | 河邉徹 | 杉本雄治   | 4:39 |
| 5.                                                           | 「Piano Instrumental of the upcoming tune」(※初回盤のみのボーナストラック) | 河邉徹 | 杉本雄治   |      |
| 合計時間:                                                    | 合計時間:                                                                  | 18:00  |            |      |

## タイアップ
Hard to say I love you 〜言い出せなくて〜
フジテレビ系ドラマ『素直になれなくて hard to say i love you』主題歌